# Cselgáncs a 2013. évi nyári európai ifjúsági olimpiai fesztiválon
A 2013. évi nyári európai ifjúsági olimpiai fesztiválon cselgáncsban 15 versenyszámot rendeztek, Utrechtben.

## Összesített éremtáblázat
| A 2013. évi nyári európai ifjúsági olimpiai fesztivál összesített éremtáblázata cselgáncsban | A 2013. évi nyári európai ifjúsági olimpiai fesztivál összesített éremtáblázata cselgáncsban | A 2013. évi nyári európai ifjúsági olimpiai fesztivál összesített éremtáblázata cselgáncsban | A 2013. évi nyári európai ifjúsági olimpiai fesztivál összesített éremtáblázata cselgáncsban | A 2013. évi nyári európai ifjúsági olimpiai fesztivál összesített éremtáblázata cselgáncsban | Olimpia  |
| -------------------------------------------------------------------------------------------- | -------------------------------------------------------------------------------------------- | -------------------------------------------------------------------------------------------- | -------------------------------------------------------------------------------------------- | -------------------------------------------------------------------------------------------- | -------- |
|                                                                                              | Ország                                                                                       | Arany                                                                                        | Ezüst                                                                                        | Bronz                                                                                        | Összesen |
| 1.                                                                                           | Oroszország                                                                                  | 4                                                                                            | 0                                                                                            | 2                                                                                            | 6        |
| 2.                                                                                           | Hollandia                                                                                    | 3                                                                                            | 0                                                                                            | 5                                                                                            | 8        |
| 3.                                                                                           | Grúzia                                                                                       | 2                                                                                            | 3                                                                                            | 2                                                                                            | 7        |
| 4.                                                                                           | Törökország                                                                                  | 1                                                                                            | 1                                                                                            | 2                                                                                            | 4        |
| 5.                                                                                           | Magyarország                                                                                 | 1                                                                                            | 1                                                                                            | 0                                                                                            | 2        |
| 6.                                                                                           | Azerbajdzsán                                                                                 | 1                                                                                            | 0                                                                                            | 1                                                                                            | 2        |
|                                                                                              | Németország                                                                                  | 1                                                                                            | 0                                                                                            | 1                                                                                            | 2        |
| 8.                                                                                           | Franciaország                                                                                | 1                                                                                            | 0                                                                                            | 0                                                                                            | 1        |
|                                                                                              | Lengyelország                                                                                | 1                                                                                            | 0                                                                                            | 0                                                                                            | 1        |
| 10.                                                                                          | Románia                                                                                      | 0                                                                                            | 2                                                                                            | 1                                                                                            | 3        |
| 11.                                                                                          | Belgium                                                                                      | 0                                                                                            | 1                                                                                            | 1                                                                                            | 2        |
|                                                                                              | Bosznia-Hercegovina                                                                          | 0                                                                                            | 1                                                                                            | 1                                                                                            | 2        |
|                                                                                              | Finnország                                                                                   | 0                                                                                            | 1                                                                                            | 1                                                                                            | 2        |
|                                                                                              | Horvátország                                                                                 | 0                                                                                            | 1                                                                                            | 1                                                                                            | 2        |
|                                                                                              | Egyesült Királyság                                                                           | 0                                                                                            | 1                                                                                            | 1                                                                                            | 2        |
|                                                                                              | Olaszország                                                                                  | 0                                                                                            | 1                                                                                            | 1                                                                                            | 2        |
| 17.                                                                                          | Bulgária                                                                                     | 0                                                                                            | 1                                                                                            | 0                                                                                            | 1        |
|                                                                                              | Fehéroroszország                                                                             | 0                                                                                            | 1                                                                                            | 0                                                                                            | 1        |
| 19.                                                                                          | Spanyolország                                                                                | 0                                                                                            | 0                                                                                            | 3                                                                                            | 3        |
|                                                                                              | Szlovénia                                                                                    | 0                                                                                            | 0                                                                                            | 3                                                                                            | 3        |
| 21.                                                                                          | Ausztria                                                                                     | 0                                                                                            | 0                                                                                            | 1                                                                                            | 1        |
|                                                                                              | Izrael                                                                                       | 0                                                                                            | 0                                                                                            | 1                                                                                            | 1        |
|                                                                                              | Montenegró                                                                                   | 0                                                                                            | 0                                                                                            | 1                                                                                            | 1        |
|                                                                                              | Ukrajna                                                                                      | 0                                                                                            | 0                                                                                            | 1                                                                                            | 1        |
|                                                                                              |                                                                                              |                                                                                              |                                                                                              |                                                                                              |          |
| Összesen                                                                                     | Összesen                                                                                     | 15                                                                                           | 15                                                                                           | 30                                                                                           | 60       |

## Férfi
| A 2013. évi nyári európai ifjúsági olimpiai fesztivál férfi érmesei cselgáncsban |                                |                                  |                                      |
| Versenyszám                                                                      | Arany                          | Ezüst                            | Bronz                                |
| 50 kg                                                                            | Azerbajdzsán Elnur Abbasov     | Belgium Jorre Verstraeten        | Törökország Oğuzhan Karaca           |
| 50 kg                                                                            | Azerbajdzsán Elnur Abbasov     | Belgium Jorre Verstraeten        | Hollandia Matthijs van Harten        |
| 55 kg                                                                            | Grúzia Erekle Arkhozashvili    | Egyesült Királyság Peter Miles   | Olaszország Elios Manzi              |
| 55 kg                                                                            | Grúzia Erekle Arkhozashvili    | Egyesült Királyság Peter Miles   | Hollandia Tornike Tsjkadoea          |
| 60 kg                                                                            | Grúzia Giorgi Katsiashvili     | Fehéroroszország Dzmitryj Minkoŭ | Azerbajdzsán Hidayat Heydarov        |
| 60 kg                                                                            | Grúzia Giorgi Katsiashvili     | Fehéroroszország Dzmitryj Minkoŭ | Spanyolország Alberto Gaitero Martín |
| 66 kg                                                                            | Oroszország Ismail Časygov     | Bosznia-Hercegovina Petar Zadro  | Szlovénia Luka Harpf                 |
| 66 kg                                                                            | Oroszország Ismail Časygov     | Bosznia-Hercegovina Petar Zadro  | Grúzia Simon Mamardashvili           |
| 73 kg                                                                            | Törökország İslam Abanoz       | Grúzia Tamazi Kirakozashvili     | Finnország Oskar Tvauri              |
| 73 kg                                                                            | Törökország İslam Abanoz       | Grúzia Tamazi Kirakozashvili     | Montenegró Arso Milić                |
| 81 kg                                                                            | Oroszország Michail Igol'nikov | Grúzia Ieso Kvirikashvili        | Ausztria Maximilian Schneider        |
| 81 kg                                                                            | Oroszország Michail Igol'nikov | Grúzia Ieso Kvirikashvili        | Hollandia Frank de Wit               |
| 90 kg                                                                            | Oroszország Sultan Abdullaev   | Finnország Martti Puumalainen    | Szlovénia Rok Polajzer               |
| 90 kg                                                                            | Oroszország Sultan Abdullaev   | Finnország Martti Puumalainen    | Egyesült Királyság John Jayne        |
| +90 kg                                                                           | Oroszország Ruslan Šachbazov   | Grúzia Giorgi Dzebisashvili      | Ukrajna Fedir Panko                  |
| +90 kg                                                                           | Oroszország Ruslan Šachbazov   | Grúzia Giorgi Dzebisashvili      | Hollandia Jur Spijkers               |

## Női
| A 2013. évi nyári európai ifjúsági olimpiai fesztivál női érmesei cselgáncsban |                                  |                                |                                          |
| Versenyszám                                                                    | Arany                            | Ezüst                          | Bronz                                    |
| 44 kg                                                                          | Hollandia Amber Gersjes          | Törökország Rabia Şenyayla     | Oroszország Sofija Matatova              |
| 44 kg                                                                          | Hollandia Amber Gersjes          | Törökország Rabia Şenyayla     | Románia Camelia Ionita                   |
| 48 kg                                                                          | Magyarország Pupp Réka           | Bulgária Betina Temelkova      | Szlovénia Andreja Leski                  |
| 48 kg                                                                          | Magyarország Pupp Réka           | Bulgária Betina Temelkova      | Spanyolország Marta González Cava        |
| 52 kg                                                                          | Franciaország Gwenaëlle Patin    | Románia Teodora Balasoiu       | Grúzia Mariam Janashvili                 |
| 52 kg                                                                          | Franciaország Gwenaëlle Patin    | Románia Teodora Balasoiu       | Hollandia Larissa van Krevel             |
| 57 kg                                                                          | Hollandia Hilde Jager            | Románia Stefania Adelina Dobre | Törökország İlayda Seyis                 |
| 57 kg                                                                          | Hollandia Hilde Jager            | Románia Stefania Adelina Dobre | Németország Jennifer Vogel               |
| 63 kg                                                                          | Hollandia Lisa Mullenberg        | Magyarország Gercsák Szabina   | Horvátország Buga Kovač                  |
| 63 kg                                                                          | Hollandia Lisa Mullenberg        | Magyarország Gercsák Szabina   | Izrael Paz Liebel                        |
| 70 kg                                                                          | Németország Giovanna Scoccimarro | Horvátország Brigita Matić     | Belgium Sophie Berger                    |
| 70 kg                                                                          | Németország Giovanna Scoccimarro | Horvátország Brigita Matić     | Bosznia-Hercegovina Aleksandra Samardžić |
| +70 kg                                                                         | Lengyelország Kamila Pasternak   | Olaszország Eleonora Geri      | Spanyolország Sara Rodríguez Rodríguez   |
| +70 kg                                                                         | Lengyelország Kamila Pasternak   | Olaszország Eleonora Geri      | Oroszország Marina Bukreeva              |